# Mandera
Mandera és una ciutat situada a la província del nord-est (Kenya). La ciutat està a prop de la frontera amb Etiòpia i Somàlia. Té una població de 30.433 habitants. El 2005 aquesta ciutat va ser afectada per la gana.